# Катастрофа Caproni Ca.48 у Вероні
Катастрофа Caproni Ca.48 в Вероні — авіаційна катастрофа, що сталася 2 серпня 1919 року. Пасажирський літак Caproni Ca.48, що належав італійському авіаційному підприємству Caproni, зазнав катастрофи під час прольоту над італійським містом Верона, коли виконував рейс із Венеції до Мілана. Очевидці повідомили, що коли лайнер пролітав біля аеродрому у Вероні на висоті 3000 футів (910 м), його крила затріпотіли, а потім повністю розвалилися. Коли літак падав, з нього вистрибнули кілька людей, але розбилися насмерть. Загинули 2 члени екіпажу і 12, 13 або 15 пасажирів (остаточна кількість невідома). Ніхто не вижив. Ця авіакатастрофа стала однією з перших в історії цивільної авіації і першою серед літальних апаратів, важчих за повітря.